# Momie guanche de Madrid
 (juillet 2024).
Si vous disposez d'ouvrages ou d'articles de référence ou si vous connaissez des sites web de qualité traitant du thème abordé ici, merci de compléter l'article en donnant les références utiles à sa vérifiabilité et en les liant à la section « Notes et références ».
La momie guanche de Madrid est  une momie d'un ancien individu guanche conservée au musée archéologique national de Madrid. 

## Description
La momie est celle d'un homme âgé entre 30 et 34 ans et serait la momie guanche la mieux conservée au monde.

## Histoire
La momie a été trouvée dans Barranco de Herques, au sud de Tenerife, entre les villes de Fasnia et Güímar. Elle arrive à Madrid au XVIIIe siècle comme un cadeau au roi Charles III d'Espagne. Elle sera d'abord placée dans la Bibliothèque royale, puis dans le musée national d'Anthropologie de Madrid.
La momie est conservée au musée archéologique national de Madrid depuis décembre 2015. Elle est la pièce maîtresse de l'espace dédié à la préhistoire canarienne du musée.
À partir de 1976 les autorités des Canaries, le gouvernement et le conseil de l'île de Tenerife demandent le rapatriement de la momie dans l'archipel.